# Lotsenbrüderschaft Weser II/Jade

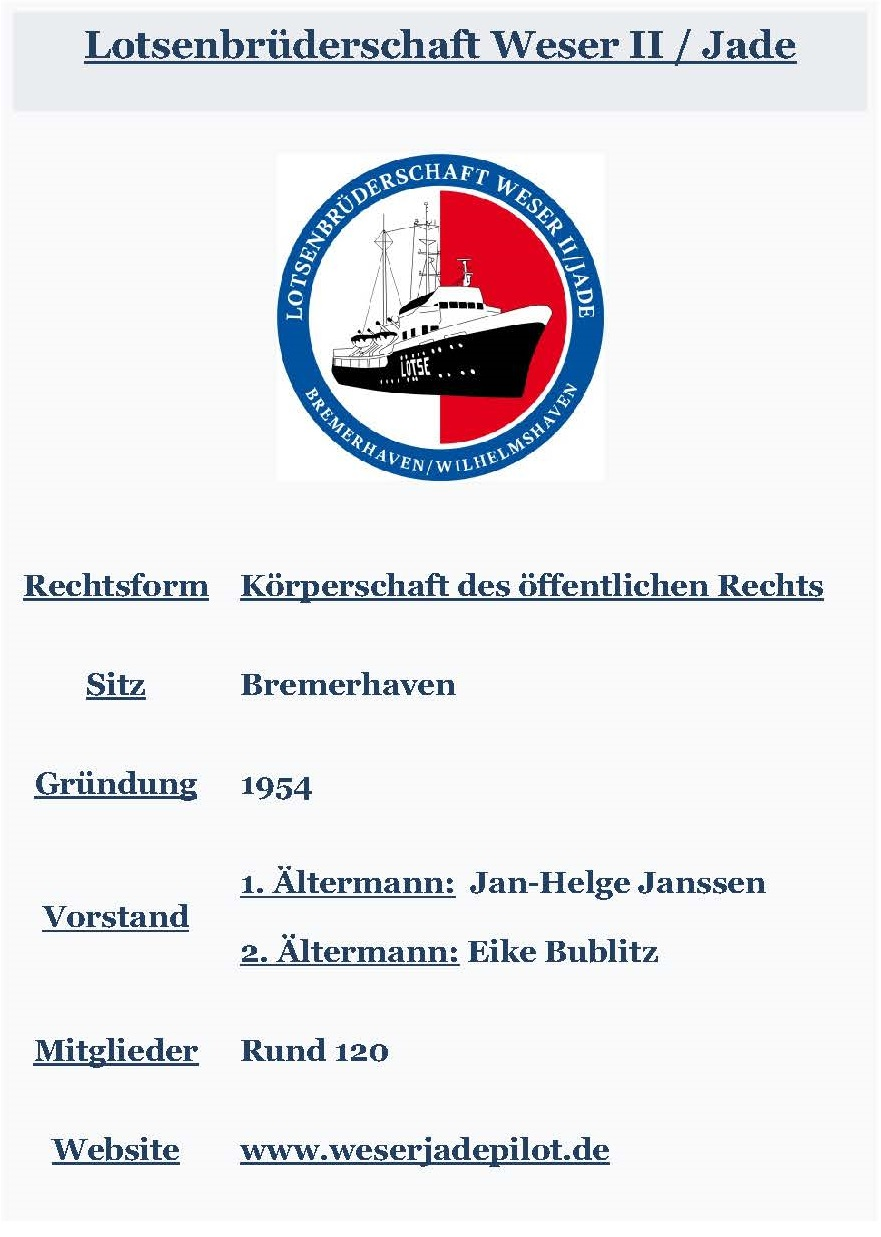

Die Lotsenbrüderschaft Weser II/Jade führt alle Lotsungen von der Deutschen Bucht durch das UNESCO-Weltnaturerbe Wattenmeer auf der Weser bis Bremerhaven und auf der Jade bis Wilhelmshaven sowie in den Häfen von Wilhelmshaven durch. Sie ist damit von ihrem Betätigungsgebiet die größte Lotsenbrüderschaft in Deutschland. An Bord gehen die Lotsen vom SWATH-Lotsenstationsschiff „Weser“ via SWATH-Tender „Wangeroog“ oder die Versetzboote der Kraken-Klasse „Geeste“ oder „Hunte“. In Bremerhaven stehen die Lotsenversetzschiffe „Visurgis“, „Burkana“, „Frya“ (ORC-190-Klasse) und „Weserlotse“ zur Verfügung. Für Einsätze in der Deutschen Bucht kommt der Helikopter (H-145) als Versetzmittel zum Einsatz.
Die durchgängig besetzte Hauptwachstation der Lotsenbrüderschaft, mit gleichzeitigem Sitz der Verwaltung, befindet sich im Lotsenhaus in Bremerhaven. In Wilhelmshaven wird eine weitere, nur tagsüber besetzte Wachstation betrieben.

## Organisation des Lotswesens
Als Körperschaft des öffentlichen Rechts nimmt die Lotsenbrüderschaft im Auftrag des Bundes hoheitliche Aufgaben wahr. Somit sind die Lotsen Teil des „Sicherheitskonzeptes Deutsche Küste“ und tragen mit ihrer Beratung der Schiffsführung maßgeblich zur Sicherheit im und am Nationalpark Wattenmeer bei. Alle sieben Lotsenbrüderschaften in Deutschland sind im Rahmen ihrer Selbstverwaltung durch ihre Ältermänner in der Bundeslotsenkammer vertreten. Rechtsform, Struktur und Aufgaben sind im Seelotsgesetz von 1954 geregelt. Die Seelotsen der Lotsenbrüderschaft Weser II/Jade verrichten ihre Arbeit im 24/7-Dienst als selbstständige, unabhängige, sach- und ortskundige Berater der Kapitäne.

## Lotsenhäuser der Brüderschaft

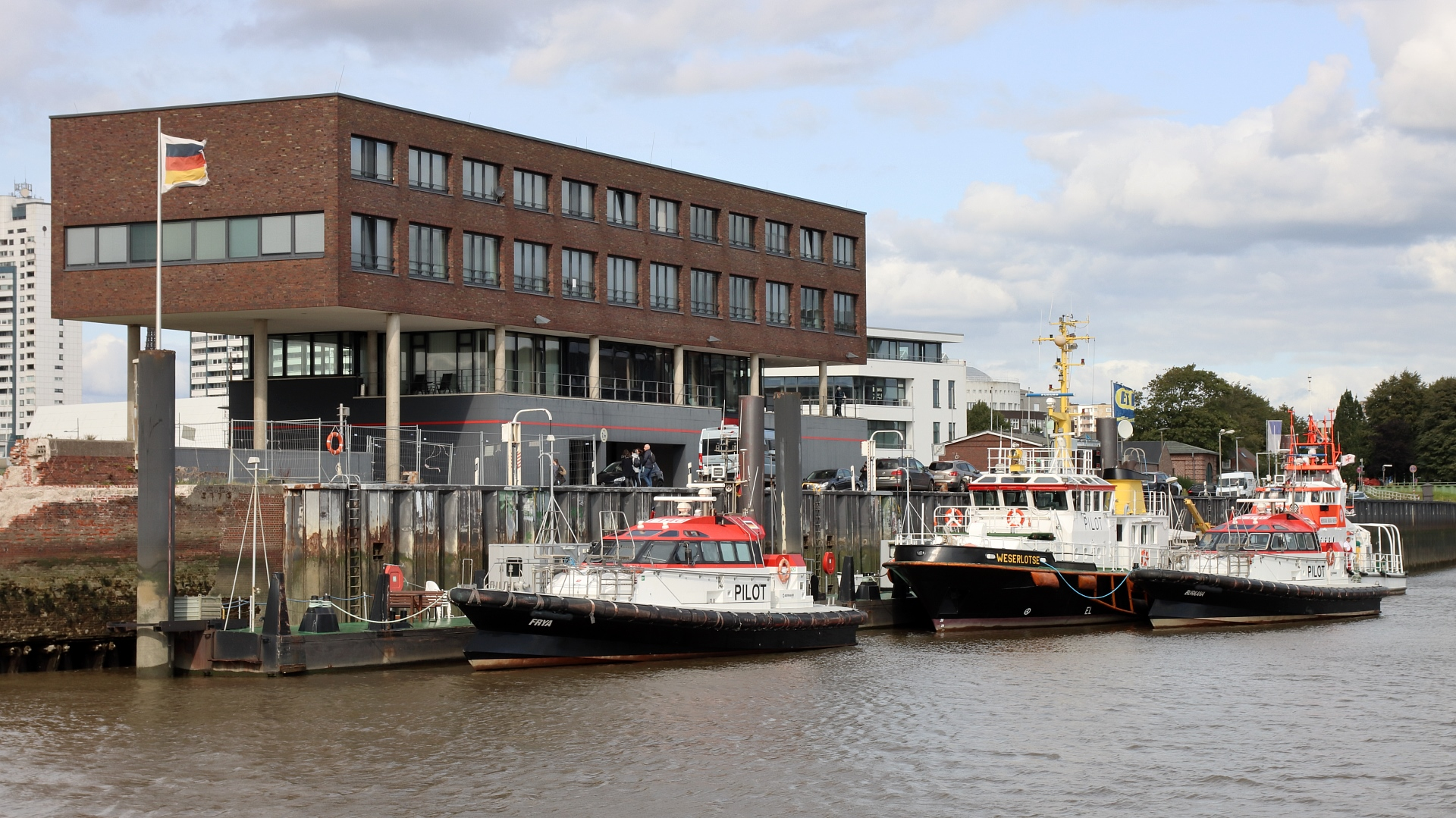
Lotsenhaus Bremerhaven und Lotsenboote

Das im Jahr 1913 gebaute Flusslotsenhaus, das im Zweiten Weltkrieg durch Luftangriffe beschädigt wurde, wurde im Jahr 1980 von der Bundesrepublik Deutschland erworben, um es zu einer Station aufzubauen, in der beide Lotsenbrüderschaften der Weser ansässig wurden. Der ursprüngliche Plan, beide Lotsenbrüderschaften in diesem Gebäude in Bremerhaven gemeinsam zu stationieren, wurde aufgegeben, da die Beschädigungen des Gebäudes einer solchen Weiternutzung entgegenstanden.
So wurde nach Beschluss der Bundesrepublik Deutschland zum Bau eines gemeinsam zu nutzenden Lotsenhauses, zwischen 2005 und 2007 ein neues Gebäude am selben Standort errichtet. In dem Gebäude am Bremerhavener Geestevorhafen sind seitdem die Lotsenbrüderschaft Weser I und die Lotsenbrüderschaft Weser II/Jade gemeinsam stationiert.
Die Wachstation in Wilhelmshaven, gelegen an der ehemaligen zweiten Einfahrt, ist seit dem 18. Juni 1975 in Betrieb.

## Geschichte der Lotsenbrüderschaft Weser II / Jade
Die Geschichte des Lotswesens auf der Jade und der Weser geht auf die erste Hälfte des 17. Jahrhunderts zurück und war lange Zeit geprägt durch den Gegensatz der drei Anlieger Preußen, Bremen und Oldenburg. Damals waren die Schiffe kleiner, die Navigationsmöglichkeiten ausschließlich manueller Natur, aber die Bedeutung der Arbeit der Lotsen hat sich seitdem nicht verändert. 1803 kam es durch Ergänzungen zu einer neuen Lotsverordnung. Es gab nun die Fedderwarder und Blexer Lotsgesellschaft unter Aufsicht eines Oberlotsen. Die Fedderwarder Lotsen erhielten das Privileg für die Innen- und Außenjade. Führer der Lotsengaliot war der Lotsenkommandeur.
Mit dem Jahr 1832 kam die Eröffnung des Hafens in Bremerhaven und Gründung der Hansestadt Bremische Seelotsengesellschaft. Blexer Lotsen wurde untersagt, in Bremerhaven oder Geestendorf Schiffe zu besetzen und nach See zu lotsen. Das bedeutete den Ruin der Blexer Gesellschaft, die dann im Jahr 1836 aufgelöst wurde. Um 1870 war die Verschlickung des Fedderwarder Fahrwassers so weit fortgeschritten, das auch dieser Standort immer ungünstiger wurde. Dieser Betrieb siedelte 1878 nach Blexen über. 1862 wurde der Hafen von Geestemünde eröffnet, was zu noch stärkerem Konkurrenzkampf zwischen Bremen und Oldenburg ausuferte. Vier bremisch-preußische Lotsenschoner standen zwei oldenburgischen gegenüber.
Auf Anregung des Deutschen Nautischen Vereins bildeten die Länder Bremen, Preußen und Oldenburg eine Kommission mit dem Auftrag, die Zusammenarbeit zwischen den drei Lotsengesellschaften, insbesondere die Vorhaltung einer Seestation, neu zu regeln. Am 26. September 1903 vereinbarten die drei Länder eine Erwerbsgemeinschaft ihrer Lotsengesellschaften und einen gemeinsamen Stationsbetrieb. Nach dem Ende des Ersten Weltkrieges wurde 1919 der Friedenslotsendienst wieder aufgenommen. Die stählernen Lotsenschoner „Prinz Adalbert“ und „Herzogin Ingeborg“ übernahmen den Stationsdienst. Gemäß Weimarer Verfassung wurden die Schifffahrts- und Wasserstraßenverwaltungen der Länder vom Deutschen Reich übernommen. Für diese Aufgabe wurde das Reichsverkehrsministerium eingerichtet. Diese Abteilung übernahm auch die Oberaufsicht über das deutsche Seelotswesen. Sie empfahl die Vereinigung der drei Lotsengesellschaften, die dann am 1. November 1922 durchgeführt wurde.
Nach dem Zweiten Weltkrieg trat an die Stelle der Reichsregierung die Militärregierung. Bremen und Bremerhaven wurden innerhalb der britischen Besatzungszone amerikanische Enklave. Der Lotsenbrüderschaft gehörten noch 36 Kollegen an, fünf Lotsen waren gefallen. Am 13. Oktober 1954 wurde durch das Bundesgesetz über das Seelotswesen folgendes einheitlich geregelt:
Die Brüderschaften werden nach ihren Lotsrevieren benannt, die 1942 vorgenommene Selbstverwaltung wird noch erweitert und in vollem Umfang durchgeführt. Der Ältermann ist der gesetzliche Vertreter der Brüderschaft. Auch bundeseigene Lotsbetriebsmittel wie die Lotsenschiffe und die Lotsenstation werden den Lotsen zum Betrieb und Unterhalt übergeben. Betriebskosten werden von der Schifffahrtsverwaltung aus der Lotsgebühr erstattet. Im Jahr 1958 wurde der damaligen Lotsenbrüderschaft Weser II das Lotswesen auf der Jade übertragen, wo der Schiffsverkehr seit Kriegsende erheblich zurückgegangen war und die bis dahin zuständigen Marinelotsen nicht mehr existierten. Im Zuge der Übertragung wurde die Lotsenbrüderschaft umbenannt in Lotsenbrüderschaft Weser II/Jade. Mit der Zusammenlegung der Zuständigkeiten für den Dienst auf Jade und Weser ermöglichte der damalige Bundesverkehrsminister Hans-Christoph Seebohm dem unregelmäßig befahrenen Seegebiet der Jade ein dennoch effizientes Lotswesen.
Die Lotsenbrüderschaft erfüllt zudem weitere Aufgaben, die ihr durch Gesetz übertragen wurden: Regelung der Dienstfolge (sog. „Bört“), Einnahme und Verteilung der Lotsgelder, soziale Absicherung sowie die Aus- und Fortbildung ihrer Mitglieder.